# Bazylika św. Jana w Des Moines
Bazylika św. Jana w Des Moines (ang. Basilica of Saint John in Des Moines) – bazylika rzymskokatolicka w mieście Des Moines w Stanach Zjednoczonych. Mieści się przy 1915 University Avenue. Pełni funkcję kościoła parafialnego. 
Świątynia została zbudowana w stylu neoromanizmu w latach 1913-1927. Jest wpisana do rejestru National Register of Historic Places.